# Kroatiska bondepartiet
Kroatiska bondepartiet (kroatiska: Hrvatska seljačka stranka, förkortat HSS) är ett liberalt politiskt parti i Kroatien. Partiet grundades 1904 av Ante Radić och hans bror Stjepan Radić.
Kroatiska bondepartiet var det tongivande kroatiska partiet i Serbernas, kroaternas och slovenernas kungarike och kämpade för kroatisk självständighet, böndernas rättigheter och en omfattande agrar reform.

## Partiledare
- Stjepan Radić, 1904–1928
- Vladko Maček, 1928–1964
- Juraj Krnjević, 1964–1988
- Drago Stipac, 1991–1994
- Zlatko Tomčić, 1994–2005
- Josip Friščić, 2005–2012
- Branko Hrg, 2012–